# Orientación (psicología)
En la psicología y en las ciencias de la salud, la orientación es una profesión pedagógica que consiste en una relación de ayuda entre un orientador debidamente entrenado y su cliente o paciente. Según la Asociación Estadounidense de Orientación, esta profesión "se distingue de otras disciplinas de salud mental en su historia y en su énfasis". Otras profesiones de ayuda (helping professions), como la psiquiatría y la psicología clínica, se concentran primariamente en el tratamiento de trastornos emocionales graves. El trabajo social atiende básicamente los aspectos sociales y legales de la asistencia a otras personas. En cambio, la orientación se enfoca en el desarrollo y prevención de problemas mentales severos a través de la educación y el tratamiento a corto plazo. Hace énfasis en el crecimiento al igual que en la remediación. Los orientadores trabajan con personas, grupos, familias y sistemas que experimentan problemas tanto situacionales como de largo plazo. "El énfasis de la orientación sobre el desarrollo, prevención y tratamiento resulta atractivo para quienes buscan transiciones sanas de una a otra etapa del ciclo vital y tener una vida productiva."

## Historia
Se considera al filántropo Frank Parsons como el "Padre de la Orientación Vocacional". No era psicólogo, y su vocación educativa lo acercó más a la pedagogía que a la psicología. Su trabajo de principios del siglo XX se centraba en la educación vocacional. En 1906 fundó un centro de orientación laboral[cita requerida], en enero de 1908 creó una oficina vocacional bajo el lema "luz, información, inspiración y cooperación", y en 1909 se publicó póstumamente el manuscrito de su libro Choosing a Vocation. Otros autores que contribuyeron en gran medida fueron Carl Rogers y C. Gilbert Wren.
En Estados Unidos, país donde nació, es denominada counseling (de counsel, del latín consilium, "consejo"), lo cual puede generar la traducción equivocada de counselor como "consejero", cuando en realidad es orientador.[cita requerida]